# Jorge Macchi
Pour les articles homonymes, voir Macchi.
Jorge Macchi, né le 29 décembre 1963 à Buenos Aires (Argentine), est un artiste visuel argentin.
Il est reconnu pour son utilisation innovante de diverses disciplines artistiques, notamment le dessin, la peinture, la sculpture, la vidéo et les installations.

## Biographie
Jorge Macchi étudie à l'École nationale des beaux-arts « Prilidiano Pueyrredón » à Buenos Aires, où il obtient un diplôme de professeur de peinture en 1987. Son travail s'oriente rapidement vers l'utilisation d'objets qu'il modifie pour leur donner un nouveau sens.

## Carrière
Depuis la fin des années 1980, Jorge Macchi construit une carrière prestigieuse sur la scène artistique contemporaine argentine et internationale. Il est membre du Grupo de la X, un collectif d'artistes de sa génération. Son œuvre se caractérise par une exploration des limites et des possibilités du langage et de la perception.

## Expositions et œuvres notables
- Historia Natural (2016) : une installation divisée en deux parties majeures, « Here » et « Projection »[1].
- Mikrokosmos (2017) : inspirée par les compositions pour piano de Béla Bartók[4].
- La cathédrale engloutie (2020) : présentée au Musée cantonal des beaux-arts de Lausanne.

### Participation à Beaufort24

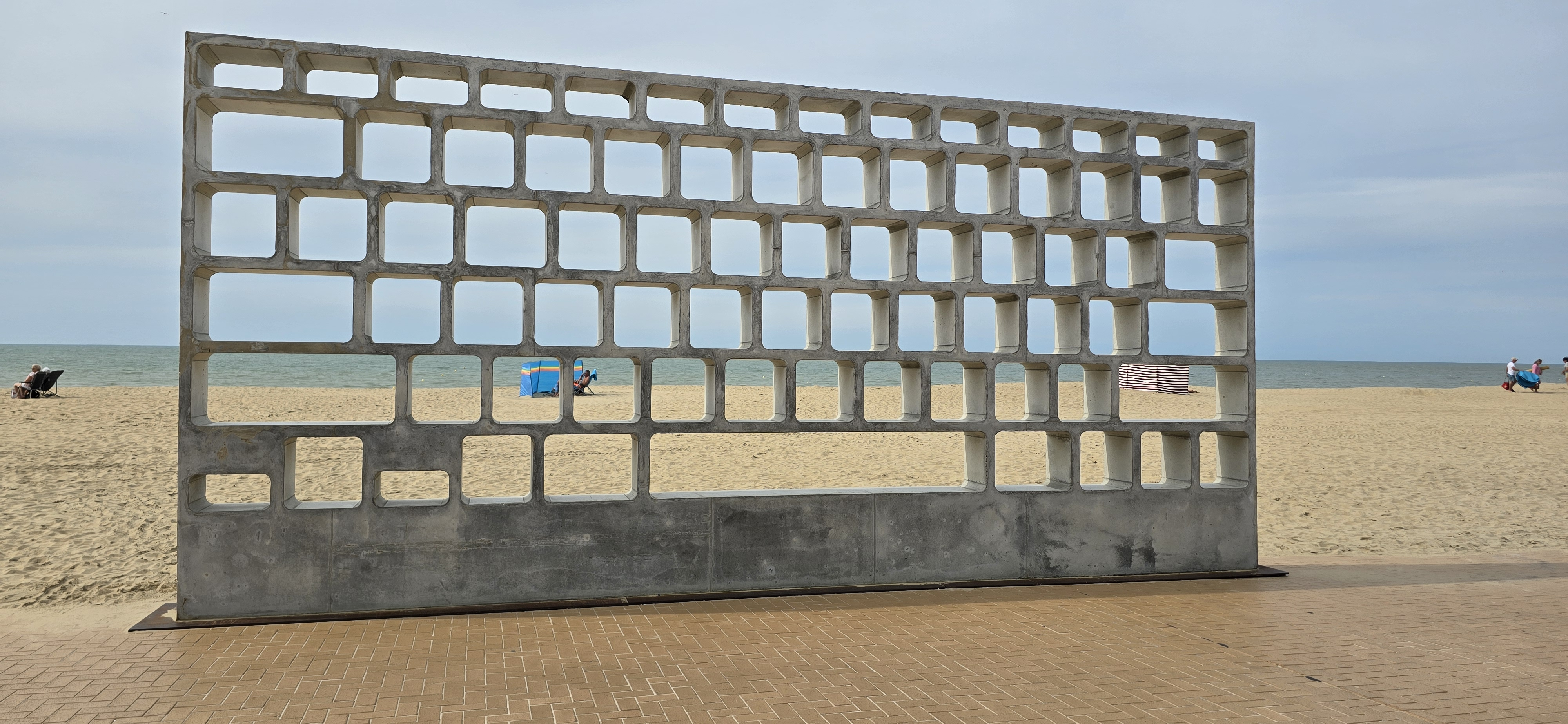
All the words in the world, Coxyde, 2024.

En 2024, Jorge Macchi participe à la triennale Beaufort avec une installation intitulée All the words in the world, située sur la promenade « Zeedijk » à Coxyde (Koksijde). Cette œuvre représente un clavier d'ordinateur sans aucune touche, symbolisant les limites et les possibilités du langage.

## Distinctions
Jorge Macchi reçoit de nombreux prix et distinctions tout au long de sa carrière, notamment une bourse de la Fondation John Simon Guggenheim en 2001.